# Leo Keke
Leo Depagadogi Keke (ur. 10 sierpnia 1947, Yaren – zm. 8 listopada 2012) – nauruański polityk i prawnik, także działacz sportowy.
Urodził się w dystrykcie Yaren. Dokształcał się za granicą; studiował na St. Joseph's College, a następnie na Uniwersytecie Tasmańskim w Australii.
W latach 1976–1980, był członkiem parlamentu. W roku 1977, był jego przewodniczącym. Następnie w roku 1978, pełnił funkcję ministra pracy i robót publicznych, a w latach 1979-1980, funkcję ministra sprawiedliwości. Przewodniczył Nauruańskiej Federacji Judo, wchodził w skład krajowego komitetu olimpijskiego. Był również adwokatem i radcą prawnym.
Był przewodniczącym South Pacific Bureau for Economic Co-operation.
Od 1985 roku, był w związku małżeńskim z Lilvą Stephen.